# Жданівська сільська рада (Магдалинівський район)
Жда́нівська сільська́ ра́да — колишній орган місцевого самоврядування в Магдалинівському районі Дніпропетровської області. Адміністративний центр — село Жданівка.

## Загальні відомості
- Населення ради: 1 916 осіб (станом на 2001 рік)

## Населені пункти
Сільській раді були підпорядковані населені пункти:
- с. Жданівка
- с. Грабки
- с. Деконка
- с. Дудківка
- с. Крамарка

## Склад ради
Рада складалася з 16 депутатів та голови.
- Голова ради: Приходько Михайло Іванович
- Секретар ради: Удовик Наталія Іванівна

### Керівний склад попередніх скликань
| Прізвище, ім'я, по батькові | Основні відомості                                                                      | Дата обрання | Дата звільнення |
| --------------------------- | -------------------------------------------------------------------------------------- | ------------ | --------------- |
| Мамонов Володимир Пилипович | Сільський голова, 1959 року народження, безпартійний                                   | 26.03.2006   | 31.10.2010      |
| Приходько Михайло Іванович  | Сільський голова, 1960 року народження, освіта вища, член Комуністичної партії України | 31.10.2010   |                 |

Примітка: таблиця складена за даними сайту Верховної Ради України

### Депутати
За результатами місцевих виборів 2010 року депутатами ради стали:

#### За суб'єктами висування
| Суб'єкт висування           | Кількість обраних депутатів | %    |
| --------------------------- | --------------------------- | ---- |
| Партія регіонів             | 12                          | 75   |
| Комуністична партія України | 2                           | 12,5 |
| Народна партія              | 1                           | 6,3  |
| Самовисування               | 1                           | 6,3  |

#### За округами
| № округу                    | Прізвище, ім'я, по батькові     | Дата визнання обраним | Освіта  | Партійна приналежність            | Відомості про обраного депутата                        |
| --------------------------- | ------------------------------- | --------------------- | ------- | --------------------------------- | ------------------------------------------------------ |
| Комуністична партія України |                                 |                       |         |                                   |                                                        |
| 7                           | Тонконог Валентина Сергіївна    | 03.11.2010            | вища    | позапартійна                      | Жданівська загальноосвітня школа, вчитель              |
| 9                           | Гринько Володимир Володимирович | 03.11.2010            | середня | член Комуністичної партії України | пенсіонер                                              |
| Народна Партія              |                                 |                       |         |                                   |                                                        |
| 13                          | Шаповал Уляна Степанівна        | 03.11.2010            | вища    | член Народної партії              | Крамарська загальноосвітня школа, директор             |
| Партія регіонів             |                                 |                       |         |                                   |                                                        |
| 1                           | Губаренко Василь Іванович       | 03.11.2010            | вища    | член Партії регіонів              | ТОВ «Продтехнологія», завідувач складу                 |
| 2                           | Бублич Зінаїда Василівна        | 03.11.2010            | вища    | член Партії регіонів              | Жданівська загальноосвітня школа, вчитель              |
| 3                           | Руденко Олена Петрівна          | 03.11.2010            | середня | член Партії регіонів              | ТОВ «Зоряна», бухгалтер                                |
| 5                           | Мамонова Наталія Миколаївна     | 03.11.2010            | вища    | член Партії регіонів              | Жданівська сільська рада, головний бухгалтер           |
| 6                           | Удовик Наталія Іванівна         | 03.11.2010            | вища    | член Партії регіонів              | Жданівська сільська рада, секретар                     |
| 8                           | Горяєва Валентина Володимирівна | 03.11.2010            | середня | член Партії регіонів              | тимчасово не працює                                    |
| 10                          | Жмаєва Ганна Іванівна           | 03.11.2010            | середня | член Партії регіонів              | Жданівське відділення зв'язку, листоноша               |
| 11                          | Киричок Людмила Іванівна        | 03.11.2010            | середня | член Партії регіонів              | тимчасово не працює                                    |
| 12                          | Шаповал Людмила Василівна       | 03.11.2010            | вища    | член Партії регіонів              | Крамарська загальноосвітня школа, вчитель              |
| 14                          | Савчук Тетяна Михайлівна        | 03.11.2010            | середня | член Партії регіонів              | ТОВ «Дудківка», робітниця                              |
| 15                          | Набивач Юрій Миколайович        | 03.11.2010            | середня | член Партії регіонів              | тимчасово не працює                                    |
| 16                          | Бегей Валентина Миколаївна      | 03.11.2010            | середня | член Партії регіонів              | Магдалинівський соціальний центр, соціальний працівник |
| Самовисування               |                                 |                       |         |                                   |                                                        |
| 4                           | Крячун Олександр Васильович     | 03.11.2010            | вища    | член Партії регіонів              | Жданівська загальноосвітня школа, директор             |